# SV Eintracht Behrenhoff
Der Sportverein Eintracht Behrenhoff war ein deutscher Sportverein mit Sitz in Behrenhoff im Landkreis Vorpommern-Greifswald.

## Geschichte
Die Fußballmannschaft qualifizierte sich unter ihrem damaligen Namen BSG Traktor Behrenhoff als Bezirkspokalsieger für den FDGB-Pokal der Saison 1981/82. In der 1. Hauptrunde unterlag die Mannschaft jedoch dem BSG Post Neubrandenburg mit 0:2. Daneben spielte der Verein zwischen 1977 und 1986 in der DDR-Bezirksliga. Im Jahr 1990 bekam der Verein dann seinen bis zuletzt geläufigen Namen.
Die Mannschaft spielte in der Saison 2008/09 in der Bezirksliga Ost und belegte in dieser Saison mit 26 Punkten den 12. Platz. Bedingt durch diese Platzierung, spielte der Verein in der nächsten Saison in der Bezirksklasse I. In dieser Saison erreichte der Verein mit 58 Punkten und dem besseren Torverhältnis dann aber auch wieder den ersten Platz, womit der direkte Wiederaufstieg gesichert werden konnte. Zurück in der Bezirksliga in der Saison 2005/06 stieg der Verein aber erneut bedingt durch den 14. und damit letzten Platz sowie nur 20 Punkten jedoch auch wieder direkt ab. Erneut zurück in der Bezirksklasse reichte es dann nicht erneut für den direkten Wiederaufstieg, am Ende der Saison landete der Verein mit 52 Punkten auf dem zweiten Platz. Die Mannschaft spielte dann noch bis zur Saison 2008/09 in dieser Liga und schaffte dann bedingt durch den achten Platz nicht den Schnitt um in dieser Klasse zu bleiben. Ab der nächsten Saison spielte das Team dann in der Kreisoberliga und belegte dort den dritten Platz. Dort sollte die Mannschaft dann auch noch einige weitere Jahre bis zur Saison 2016/17 auch bleiben. Nach dieser Saison belegte die Mannschaft mit 47 Punkten den zweiten Platz und durfte damit aufsteigen. Schließlich nach langer Zeit wieder aufgestiegen, schloss der Verein die Saison dann aber nur auf dem 15. Platz ab, womit der direkte Abstieg erneut besiegelt war.
Schon im April 2018 wurde allerdings die Fusion mit der VSG Weitenhagen und dem Dersekower SV zum neuen FC Landhagen beschlossen worden. Dieser Verein trat dann in der Saison 2018/19 erstmals in der Kreisoberliga an.